# Pierre-Olivier Joseph
Pierre-Olivier Joseph (Laval, Quebec, 1 de julio de 1999) apodado P.O., es un jugador profesional canadiense de hockey sobre hielo que se desempeña en la posición de defensor izquierdo en Pittsburgh Penguins, equipo de la National Hockey League (NHL).

## Carrera
Fue seleccionado en la primera ronda en la NHL Entry Draft de 2017. En 2020 hizo su debut profesional con el equipo Pittsburgh Penguins, donde lleva jugando cuatro temporadas.